# 위스콘신 필드 하우스
위스콘신 필드 하우스(영어: Wisconsin Field House)는 미국 위스콘신주 매디슨에 위치한 실내 경기장이다. 과거 NBA 밀워키 벅스의 제2홈경기장으로 사용했다.